# Thando Dlodlo
Thandolwenkosi Dlodlo (né le 22 avril 1999) est un athlète sud-africain, spécialiste des épreuves de sprint.
Il se classe 5e du relais 4 × 100 m des championnats du monde de Doha, avec un record d'Afrique de 37 s 65 en séries.

## Palmarès
| Date | Compétition     | Lieu    | Résultat | Épreuve   | Temps   |
| ---- | --------------- | ------- | -------- | --------- | ------- |
| 2019 | Jeux africains  | Rabat   | 8e       | 100 m     | 10 s 33 |
| 2019 | Jeux africains  | Rabat   | 3e       | 4 × 100 m | 38 s 80 |
| 2021 | Relais mondiaux | Chorzów | 1er      | 4 x 100 m | 38 s 71 |